# فقمة الفراء
فُقْمات أو فُقَم  الفراء وواحدتها فُقْمَة الفراء  أو دبّ البحر  جنس من الفقمات .